# Bisdom Sulmona-Valva
Het bisdom Sulmona-Valva (Latijn: Dioecesis Sulmonensis-Valvensis; Italiaans: Diocesi di Sulmona-Valva) is een in Italië gelegen rooms-katholiek bisdom met zetel in de stad Sulmona. Het bisdom behoort tot de kerkprovincie L'Aquila en is, samen met het bisdom Avezzano, suffragaan aan het aartsbisdom L'Aquila.

## Geschiedenis
Het bisdom Sulmona werd opgericht in de 6e eeuw. Op 27 juni 1818 werden de bisdommen Valva en Sulmona samengevoegd. Het bisdom Valva en Sulmona werd op 15 augustus 1972 door paus Paulus VI met de apostolische constitutie Cum cognitum suffragaan gesteld aan het aartsbisdom L'Aquila. Op 30 september 1986 werd de naam van het bisdom Valva en Sulmona veranderd in bisdom Sulmona-Valva.

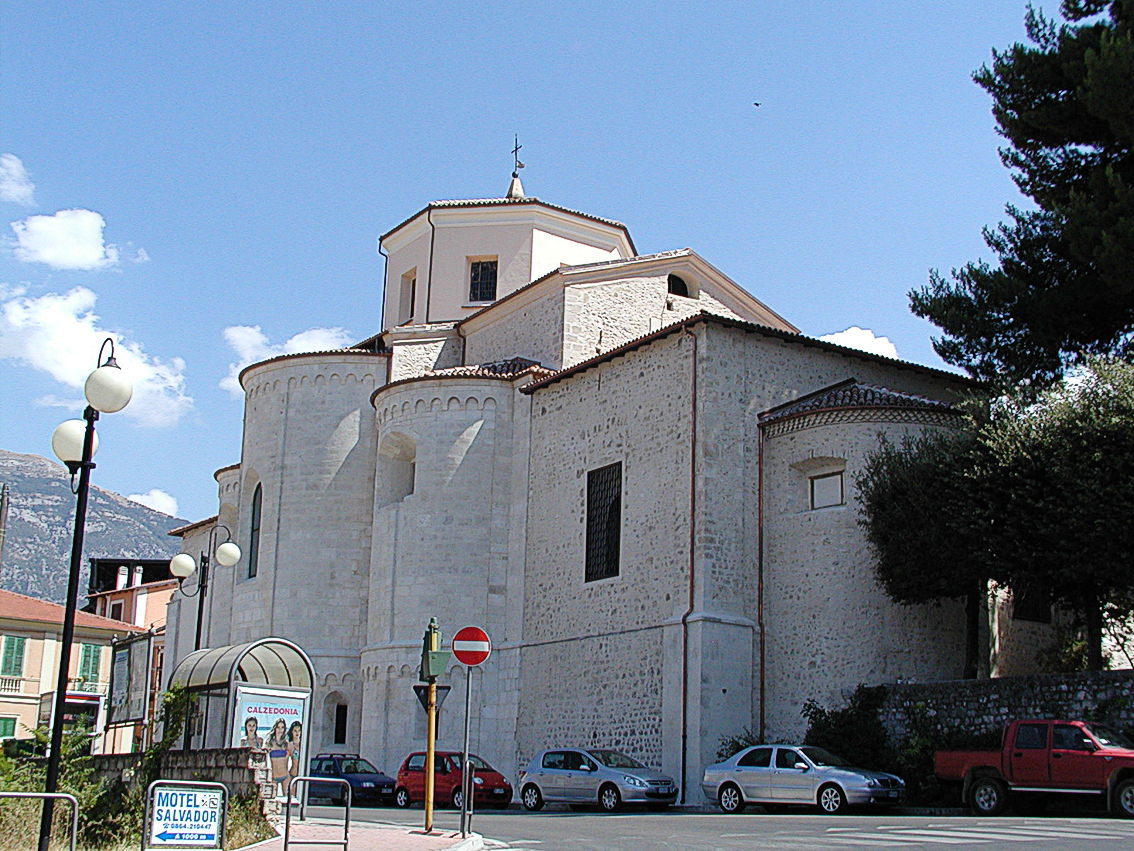
Kathedraal van Sulmona